# Alcanena
Alcanena là một huyện thuộc tỉnh Santarém, Bồ Đào Nha. Huyện này có diện tích 127 km², dân số thời điểm năm 2001 là 14600 người.